# Джати
Джат (гінді जाट, пенджаб. ਜੱਟ  جٹ, урду جاٹ) — етнічна група в Індії. Проживають, в основному, у Пенджабі, Хар'яні, Раджастхані й Уттар-Прадеш, а також у низці міжнародних іммігрантських діаспор. Джати мають культурну історію, яку можна простежити від стародавніх часів.

## Історія
На початку нашої ери племена пращурів джатів заселяли західні райони Пенджабу. Пізніше розселились у Північній Індії, склавши етнічну основу пенджабців. Джати були в основному землеробами та військовиками. Від 1699 року, маючи успіхи у боротьбі з Великими Моголами, джати-сикхи створили сильну державу у Пенджабі, захоплену англійськими колонізаторами 1849 року. Після 1710 року відзначалась масова міграція джатів-не-сикхів до районів на південь і схід від Делі, де вони також успішно протистояли експансії Великих Моголів. 1761 року джати з князівства Бхаратпур відвоювали у моголів Агру й на 13 років закріпились у її Червоному форті. Утім поступово джати, як і інші народи Індії, підкорились британцям.